# Toda Nudez Será Castigada (filme)
Toda Nudez Será Castigada é um filme brasileiro lançado em dezembro de 1972,  dirigido por Arnaldo Jabor, e produzido pela Produções Cinematográficas Roberto Farias, baseado na peça de teatro homônima de Nelson Rodrigues. O filme teve um público de 1 737 151 espectadores, sendo o quarto filme mais assistido de 1972. Segundo outras fontes, o filme foi lançado em março de 1973. Em novembro de 2015 o filme entrou na lista feita pela Associação Brasileira de Críticos de Cinema (Abraccine) dos 100 melhores filmes brasileiros de todos os tempos.

## Sinopse
Herculano é um viúvo conservador, que jura a seu filho Serginho que nunca terá uma outra mulher. No entanto, apaixona-se por uma prostituta, Geni, que conhece através de seu irmão Patrício, interessado em que Herculano volte a sustentar seus vícios de bebida e mulheres. Quando resolve se casar com Geni, gera uma série de conflitos em sua família, entre eles a prisão de Serginho por uma briga de bar. O rapaz é estuprado na prisão por um ladrão boliviano, a ponto de ter de ser operado. Depois de ser libertado, torna-se amante de Geni, para vingar-se do pai por haver quebrado o juramento. Desesperada, Geni se suicida, deixando uma fita gravada narrando toda a história para Herculano. Serginho fugira com o ladrão boliviano.

## Elenco
| Ator               | Personagem         |
| ------------------ | ------------------ |
| Paulo Porto        | Herculano          |
| Darlene Glória     | Geni               |
| Paulo Sacks        | Sérgio (Serginho)  |
| Paulo César Pereio | Patrício           |
| Isabel Ribeiro     | Irene (Neneca)     |
| Elza Gomes         | tia Helga          |
| Henriqueta Brieba  | tia Antonieta      |
| Sérgio Mamberti    | Odésio             |
| Hugo Carvana       | Comissário Antunes |
| Orazir Pereira     | Ladrão boliviano   |

## Produção e lançamento
Como em toda a obra de Nelson Rodrigues, Toda Nudez Será Castigada fala da hipocrisia das famílias tradicionais. As filmagens ocorreram em 1972, e a distribuidora solicitou no dia 16 de novembro daquele ano, junto à censura, sua classificação para exibição nos cinemas, porém após diversas revisões, a DCDP expediu um documento no dia 21 de dezembro de 1972, liberando a película, porém impondo cortes (quatro, no total) e determinando a faixa etária mínima para 18 anos.
O filme só estreou em março de 1973 no Cine Roxy, no Rio de Janeiro, após toda essa tramitação. A censura da época achou o filme imoral e tentou proibir o seu lançamento, que só veio a acontecer em março de 1973, porém, no dia 20 de junho daquele ano, o General da Brigada da Polícia Federal Antônio Bandeira expediu um Comunicado de Proibição de Exibição e Ordem de Recolhimento dos Certificados, e assim, com apenas três meses de exibição após sua estreia, soldados da Polícia Federal apreenderam todos os rolos da película nas salas de cinema durante sua exibição, em todo o território nacional.
Simultaneamente, o filme estava sendo exibido no Festival Internacional de Berlim, na Alemanha, e como ganhou o Urso de Prata, prêmio internacional daquele festival, o filme acabou voltando novamente às salas de exibição no Brasil com cortes pouco tempo depois. Durante as primeiras cinco semanas de exibição no Cine Roxy, o filme Toda Nudez Será Castigada arrecadou mais de 500.000 cruzeiros em sua bilheteria, na época considerado como uma consagração popular.

## Prêmios
Festival de Berlim 1973 (Alemanha)
- Ganhou o Urso de Prata.

Festival de Gramado 1973 (Brasil)
- Recebeu dois Kikitos, nas categorias de melhor filme e melhor atriz (Darlene Glória), e menção especial pela trilha sonora, de Astor Piazzolla.

Troféu APCA 1974 (Brasil)
- Venceu na categoria de melhor cenografia.